# Elisa Carricajo
Elisa Carricajo (Mar del Plata, provincia de Buenos Aires; 5 de febrero de 1978) es una actriz, directora de cine y dramaturga argentina. Ha trabajado en películas como La flor (2018) y Trenque Lauquen  (2022). Integra el grupo teatral «Piel de lava» junto a Pilar Gamboa, Valeria Correa y Laura Paredes.

## Biografía
Sus padres eran abogados, a los 14 años empezó a estudiar teatro, a los 18 decide mudarse a Buenos Aires para estudiar teatro y Ciencias de la Comunicación en la Universidad de Buenos Aires.
Parte integral de su carrera ha sido su participación en Piel de Lava, una compañía teatral innovadora con más de trece años de existencia. Junto a Valeria Correa, Pilar Gamboa y Laura Paredes, Carricajo ha contribuido a la realización de cuatro obras de teatro y a la película "La Flor", dirigida por Mariano Llinás.
La formación de Carricajo incluye talleres con reconocidos profesionales como Pompeyo Audivert y Alejandro Catalán. Su participación en la creación de obras con Rafael Spregelburd culminó en la fundación de Piel de Lava.

## Filmografía

### Cine
| Año  | Título                           | Papel             | Notas                            |
| ---- | -------------------------------- | ----------------- | -------------------------------- |
| 2006 | A propósito de Buenos Aires      |                   |                                  |
| 2008 | Historias extraordinarias        | Hija de Palomeque |                                  |
| 2008 | El contrabajo                    |                   | Cortometraje                     |
| 2008 | La ronda                         | Lola              |                                  |
| 2008 | Amorosa soledad                  | Moza              |                                  |
| 2008 | La cámara oscura                 | Ana               |                                  |
| 2009 | Historias breves 5               | Amiga 1           | Segmento: Lloronas               |
| 2010 | Cerro Bayo                       | Ángela            |                                  |
| 2011 | Mi primera boda                  | Micaela           |                                  |
| 2012 | Viola                            | Sabrina           |                                  |
| 2012 | La destrucción del orden vigente |                   |                                  |
| 2012 | La carrera del animal            |                   |                                  |
| 2014 | La princesa de Francia           | Carla             |                                  |
| 2014 | Aprox                            | Elisa             |                                  |
| 2014 | Las insoladas                    | Karina            |                                  |
| 2014 | Historias breves 9               | Mariel            | Segmento: Estacionamiento        |
| 2015 | Camino a La Paz                  | Jazmín            |                                  |
| 2016 | El rey del Once                  | Mónica            |                                  |
| 2016 | Historias breves 12              | Sofía             | Segmento: Una mujer en el bosque |
| 2016 | Permitidos                       | Pareja final      |                                  |
| 2017 | Cetáceos                         | Clara             |                                  |
| 2017 | Muñeca                           | Nadia             | Cortometraje                     |
| 2018 | La flor                          | Varios            |                                  |
| 2020 | Un crimen común                  | Cecilia           |                                  |
| 2021 | Bahía Blanca                     | Patricia          |                                  |
| 2022 | 30 noches con mi ex              | Adriana           |                                  |
| 2022 | Trenque Lauquen                  | Elisa Esperanza   |                                  |
| 2022 | Esplendor de los días venideros  |                   | Película documental              |
| 2023 | El santo                         | Isabel Herbstein  |                                  |
| 2023 | Besos al cielo                   | Romina            | Cortometraje                     |

### Televisión
| Año  | Título                    | Papel               | Notas                          |
| ---- | ------------------------- | ------------------- | ------------------------------ |
| 2011 | Televisión x la inclusión | Romina              | Episodio: «Acosada»            |
| 2012 | Lobo                      | Maira Bolzchnzky    |                                |
| 2012 | 23 pares                  | Andrea Cristelo     | Episodio: «Margen de error»    |
| 2015 | Conflictos modernos       | Frida               | Episodio: «Hogar, dulce hogar» |
| 2019 | No se cómo volver         | Érica               |                                |
| 2023 | El jardín de bronce       | Fernanda Guernsback |                                |
| 2024 | Felices los 6             | Verónica            |                                |